# Demetrio Errigo
Demetrio Errigo (Rovigo, 22 novembre 1943) è un ex politico italiano.